# Outta My Head (Ay Ya Ya)
Outta My Head (Ay Ya Ya) è il primo singolo estratto dal terzo album della cantante statunitense Ashlee Simpson, ed è prodotto da Timbaland. Il 13 novembre 2007 la Simpson ha detto ad MTV News e a CosmoGIRL! che l'album è completato e che sarà pubblicato nel marzo 2008, mentre il primo singolo sarebbe uscito nel mese di gennaio. La cantante stessa ha descritto Outta My Head (Ay Ya Ya) come una canzone "diverte, ballabile" con influenze anni ottanta, ed descrive, riferendosi alle persone nella sua vita, le "troppe voci, le troppe persone che hanno la propria opinione", come quando "alla fine della giornata sei come Ahhh! Fermi tutti!". La canzone è stata pubblicata su iTunes l'11 dicembre, secondo quanto riportato in precedenza dal sito ufficiale. La canzone è stata messa a disposizione per l'ascolto su AOL Music dal 30 novembre. Il video per il singolo debutterà il 19 dicembre, mentre la canzone ufficialmente ha debuttato su AOL Music il 30 novembre. La Simpson ha girato il videoclip della canzone il 6 dicembre. È stato descritto come un video surrealista, ispirato a Salvador Dalí e Being John Malkovich. L'anteprima di Outta My Head è stata fissata per il 19 dicembre su Yahoo Music.

## Lista Traccia
Singolo su iTunes
1. Outta My Head (Ay Ya Ya) - 3:39

Wal-Mart CD singolo
1. Outta My Head (Ay Ya Ya) - 3:39
2. L.O.V.E. (Missy Underground Mix) feat. Missy Elliot - 3:25

Digital EP

5 febbraio, 2008
1. Outta My Head (Ay Ya Ya) - 3:37
2. Rule Breaker (da Bittersweet World) - 3:21
3. Catch Me When I Fall (da I Am Me) - 4:00

Promo
1. Outta My Head (Ay Ya Ya) (Main) - 3:39
2. Outta My Head (Ay Ya Ya) (Instrumental) - 3:49
3. Outta My Head (Ay Ya Ya) (Acapella) - 3:45

CD singolo Australiano
1. Outta My Head (Ay Ya Ya)
2. Outta My Head (Ay Ya Ya) (feat. Timbaland)
3. Boys

## Videoclip
Il videoclip è diretto da Alan Ferguson, ed Ashlee e Timbaland, hanno girato questo video per la canzone il 6-7 dicembre 2007. Lei lo ha descritto come un video avente influenze surrealiste menzionando Salvador Dalí e Being John Malkovich. Il suo ragazzo Pete Wentz ha descritto il video come "probabilmente il più strano che ho visto di lei" e ha detto che esso è come la canzone; "Ha questo tipo di "personalità multipla". Il video per il singolo ha debuttato il 19 dicembre, ed Ashlee è prevista per apparire su MTV TRL il 20 dicembre per l'anteprima del video sulla mostra.
Il video inizia con la Simpson in terapia,
con un terapeuta che si è addormentato, prima si fondono le mura dell'ufficio in un surreale paesaggio desertico, dove un'altra Simpson bruna siede in cima ad un fluttuante Cubo di Rubik e la gigante testa di una statua somigliante alla Simpson che risiede sul terreno. Ashlee è perseguitata da persone, ma inciampa e cade a terra. Successivamente lei ascolta una registrazione e comincia a cantare insieme, ma ben presto è circondata da intervistatori, fotografi, e persone in cerca di un autografo e sviene. Quando si sveglia si accorge che è stata legata da un piccolo popolo, quando si libera si sveglia nuovamente, e questa volta in una camera da letto. La parete della camera da letto si è rotolata via per rivelare lo studio di un altro set, in cui la versione della Simpson è ballare e cantare in maniera robotica. La vera Simpson guarda dal suo letto, dove appare un intervistatore e comincia a chiederle domande, la Simpson robot infine comincia a esplodere e cade a terra. Ashlee, cerca di uscire da questa scena, combattendo con intervistatori e cameraman, ma è catturata dai medici di un istituto psichiatrico e portata via in ambulanza. Nella sua stanza presso l'istituto psichiatrico, Ashlee, ora in una camicia di forza, si trova nuovamente circondata da intervistatori e cameraman; questa volta inizia a fluttuare in aria e rimbalzando sulle mura e il video si conclude.
Ashlee ha descritto il video in maniera "ambiziosa" , è come "un pezzo d'arte", ed ha affermato che si tratta come di andare in un altro mondo, e non sapendo cosa c'è di reale.
Il video è arrivato alla posizione #1 sul Daily Ten su MuchOnDemand che calcola i voti dei visitatori.

## Promozioni
Facendo seguito alla distribuzione di Bittersweet World negli Stati Uniti, la Simpson è andata nel Regno Unito per promozioni. Essa si è esibita con "Outta My Head" al The Paul O'Grady Show il 1º maggio e al  Loose Women il 2 maggio.

## Posizioni raggiunte in classifica
| Classifica (2008)                             | Posizione Top |
| --------------------------------------------- | ------------- |
| U.S. Billboard Bubbling Under Hot 100 Singles | 21            |
| Australian ARIA Singles Chart                 | 16            |
| UK Singles Chart                              | 30            |
| UK Download Chart                             | 27            |
| Irish Singles Chart                           | 25            |
| Euro 200                                      | 107           |
| U.S. Billboard Hot 100                        | 121           |
| U.S Yahoo Top 100 Music Videos                | 3             |
| U.S Mediabase Radio Stations                  | 98            |
| U.S. Billboard Hot Digital Songs              | 41            |
| U.S. iTunes Pop 100                           | 49            |
| U.S. iTunes Videos 100                        | 30            |
| Svizzera iTunes Pop 100                       | 68            |
| Giappone iTunes Pop 100                       | 24            |
| Australia iTunes Pop 100                      | 26            |
| Nuova Zelanda iTunes Pop 100                  | 31            |
| Canada iTunes Pop 100                         | 19            |
| Australia iTunes Hot 100                      | 8             |
| Nuova Zelanda iTunes Hot 100                  | 10            |
| FUSE                                          | 5             |
| Canada iTunes Top 100                         | 48            |
| Canada iTunes Hot 100                         | 76            |
| Canada iTunes Videos 100                      | 21            |
| Canadian Hot 100                              | 59            |
| Hot Canada Digital Singles                    | 44            |
| Much On Demand                                | 1             |
| NRJ Lebanon Music Chart                       | 5             |
| Venezuela Top 20 Anglo                        | 3             |
| Venezuela Top 20 Pop/Rock                     | 8             |
| Croazia Top 50 Chart                          | 15            |
| MTV Asia Chart Attack                         | 2             |

## Classifiche

### Outta My Head (Ay Ya Ya) Video
| Nazione (2008) | Posizione Top |
| -------------- | ------------- |
| Regno Unito    | 11            |
| Irlanda        | 11            |
| Australia      | 27            |

### Outta My Head (Ay Ya Ya) Classifica ufficiale
| Nazione (2008) | Posizione Top |
| -------------- | ------------- |
| Stati Uniti    | 121           |
| Australia      | 16            |
| Canada         | 56            |
| Venezuela      | 8             |